# Per Ahlberg
Per Erik Ahlberg (ur. 1963) – szwedzki paleontolog, zajmujący się w szczególności pochodzeniem tetrapodów i ich wczesną ewolucją.

## Życiorys
Ukończył University of Oxford, a w 1989 roku uzyskał doktorat z zoologii na Uniwersytecie Cambridge. Jest autorem wielu publikacji z dziedziny zoologii i paleontologii. Jednym z nazwanych przez niego taksonów zwierząt jest Elginerpeton – rodzaj wczesnego czworonoga. Uczestniczył również w opisaniu środkowodewońskich tropów wczesnych tetrapodów z Zachełmia. Sam Ahlberg ocenił tę publikację jako najważniejszą w jego ponaddwudziestoletniej karierze jako paleontologa. Od 2003 r. jest profesorem na Uniwersytecie w Uppsali (Department of Organismal Biology).